# 重量轉移與負荷轉移

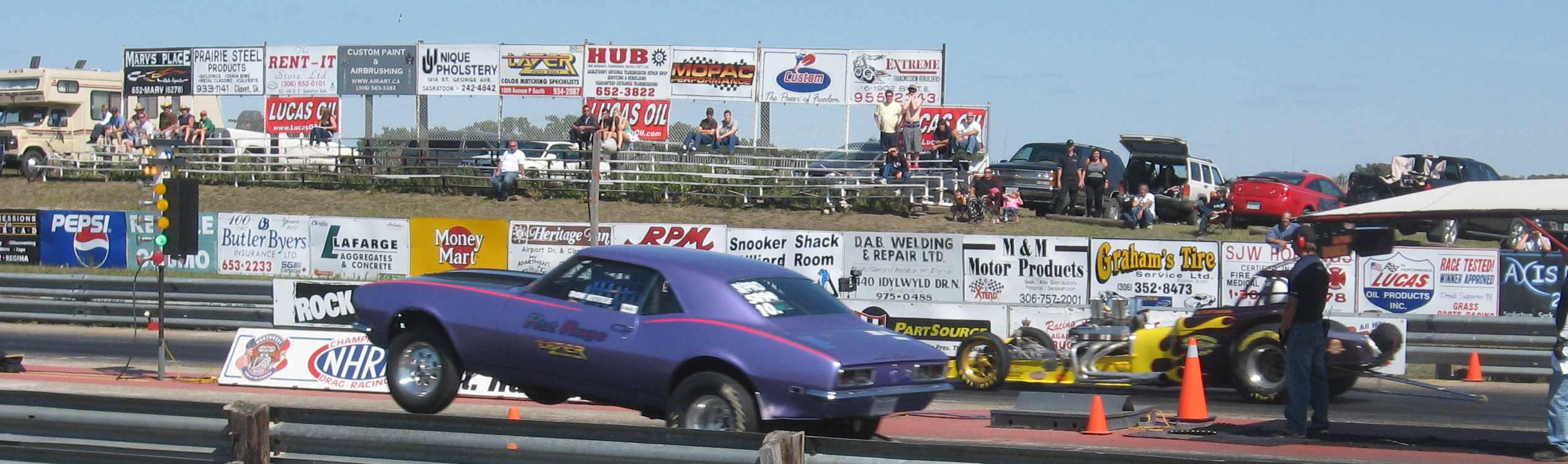
一輛雪佛蘭科邁羅在比賽中加速產生前輪離地。

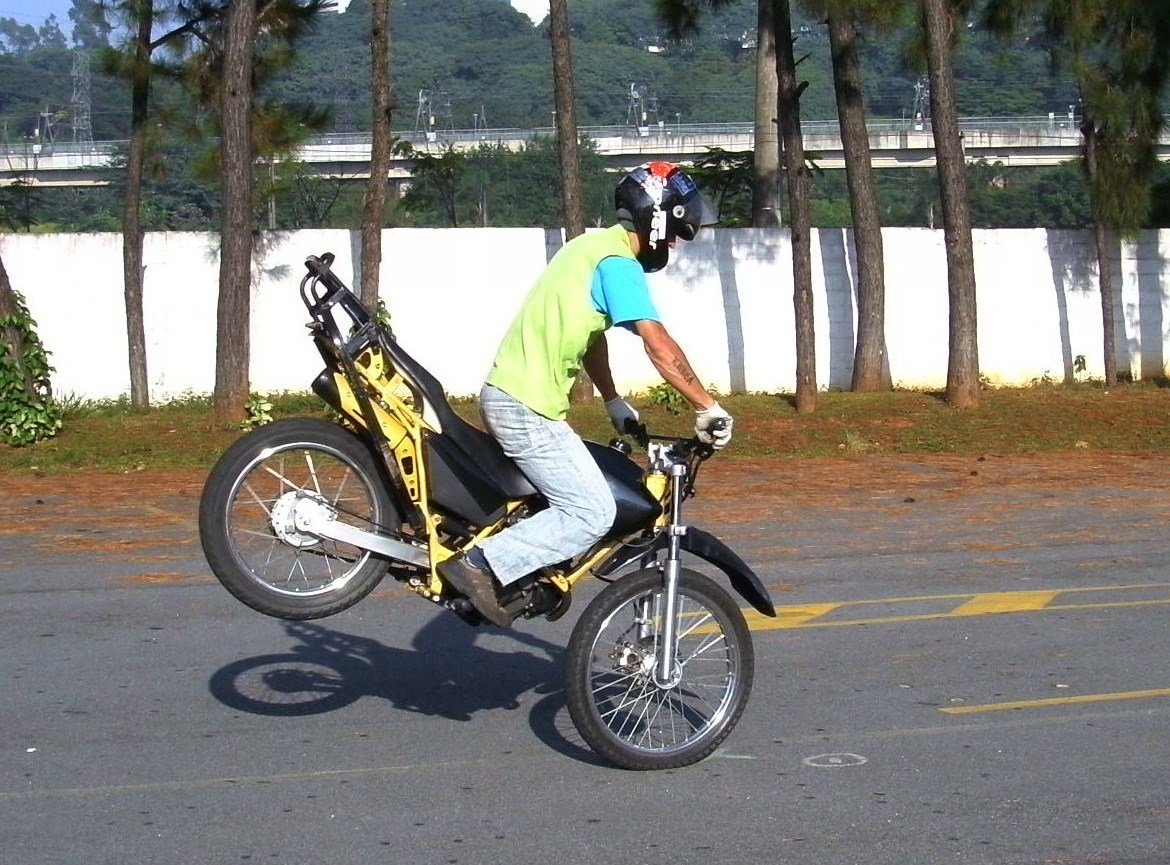
一名摩托車手利用重量轉移表演特技。

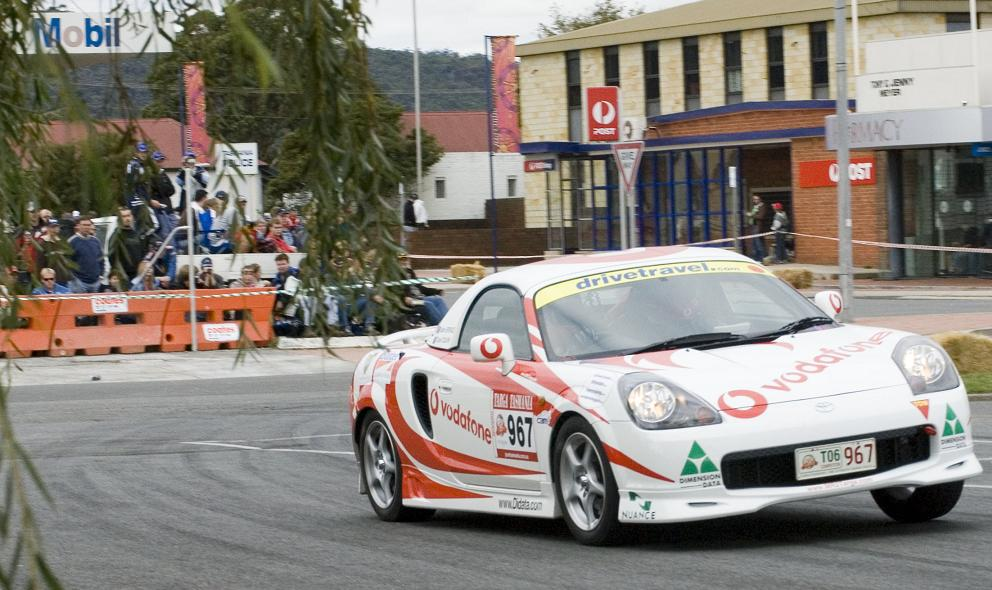
一輛豐田 MR2在轉彎時向外傾斜。

負荷轉移（英語：Load transfer）一般用來描述當汽車加速時，負荷施加於各輪上的狀況。汽車行業（三或四輪以上）也會使用“重量轉移”來描述這個概念，因此某程度上，兩詞是通用的。“負荷轉移”也是摩托車行業上經常使用的詞彙。
重量轉移（英語：Weight transfer ）則用來描述，因車上的懸掛或負荷移動產生的重心轉移。這效應對摩托車的影響較大，對三或四輪以上的汽車影響則較小。
兩者主要的分別在於，“負荷轉移”是由於施加於汽車的力不均衡所致；“重量轉移”則是源於汽車的重心移動。(由於地球上的汽車皆受接近的重力影響，因此這裡“重心”及“質心”皆通用。)

## 負荷轉移
對於所有有輪的車輛而言，負荷轉移用來描述載具在加速時（包括縱向及橫向加速），汽車負荷施加於各輪上的狀況。這裡的加速也指負加速（即減速或制動的過程）。由於負荷轉移可發生於沒有懸掛系統的車輛上，所以車輪間的質心轉移與否，並不是重要的因素。負荷轉移是了解車輛動力學的重要概念，摩托車動力學亦然（只涉及縱向運動）。

## 負荷轉移對牽引力的影響
每當汽車加速、剎車或過彎時，負荷轉移會改變四輪的牽引力。隨著一邊輪胎的工作量（負荷）越來越高，它們整體的牽引力便會下降，這現象與輪胎的負荷靈敏度有關。要緩解輪胎負荷過高的情況，驅動輪胎的分佈顯得相當重要。例如，動力輸出強勁的汽車一般不會採用前輪驅動的配置。因為當汽車急加速時，前輪驅動的汽車難以將負荷傳移到後輪，所以使前輪因負荷過大導致整體牽引力下降。後輪驅動及四輪驅動（在一般情況下，四輪驅動的動力多傾於後輪。）的汽車會將前輪的負荷轉移到後輪，因此後輪獲得額外的牽引力，前輪的負荷因此減少，這適合作為高性能汽車的配置。

## 重量轉移及質心(或重心)對汽車造成的影響
車輛加速時會有多個力施加於輪胎與地面的接觸面上，這些力不會直接施加在車輛的質心上。車輛質心位移會產生一股慣性力，其力臂從質心延伸至輪胎（支點），加上輪胎牽引力產生的力矩，種種力矩令車輛上的重量分配產生變化。即使對於一輛沒有懸掛系統，不會傾側及翻轉的汽車來說，它仍然會發生重量轉移的現象。由於車體的質心水平位移及輪胎變形(車輛的傾側及翻轉所導致)影響，車輛會有額外的重量轉移產生。
降低重量轉移的方法是降低質心的高度(即質心與地面的距離)。這會導致縱向及橫向的重量轉移都會降低。另一個降低重量轉移的方法就是增加輪子之間的距離。增加軸距會降低縱向的負荷轉移；增加輪距會降低橫向的負荷轉移。大部分高性能的汽車都設計成低質心，而且其軸距及輪距也有增加。
要計算負載轉移，可透過“重量轉移方程式”（英語：weight transfer equation）（由於上述提到“重量轉移”及“負載轉移”在某些情況是互通的）：
{\displaystyle \Delta \mathrm {Weight} _{\mathrm {front} }=a{\frac {h}{b}}m}或者{\displaystyle \Delta \mathrm {Weight} _{\mathrm {front} }={\frac {a}{g}}{\frac {h}{b}}w}
{\displaystyle \Delta \mathrm {Weight} _{\mathrm {front} }}是指前輪的負荷改變， {\displaystyle a}是縱向加速， {\displaystyle g}是重力加速度， {\displaystyle h}是質心高度， {\displaystyle b}是軸距， {\displaystyle m}是車輛總質量，{\displaystyle w}是車輛總重量。
另外，重量轉移亦包括所有因懸掛系統作用所導致的車盤位移，或車上的運載物或液體的位移。這些因素都會導致各輪的負荷重新分配。在駕駛的過程，重心的位移會導致重量的轉移。車輛的前後重量轉移視乎軸距之間重心的水平位置而定；側向的重量轉移視乎輪距之間重心的橫向位置而定。各種液體例如燃油也會導致車輛的質心轉移。在燃油消耗的過程中，質心的位置除了會改變之外，車輛的整體重量也會下降。
舉例來說，當一車輛加速時，它的重心會向車的後方移動，因此，它的重量也會向後轉移。車外的觀察者會看到車輛有向後傾斜的現象（車身呈現前高後低）。相反，當汽車剎車時，它的重心會向車的後前移動，因此它的重量會向前轉移。尤其車輛在猛烈的制動下，車內的觀察者甚至可以留意到車頭有向前下沉的現象。同樣，當車輛過彎時，重量會移向遠離彎心的一側。
重量轉移對汽車（三或四輪以上）的影響遠不及負荷轉移大。以一輛輪距1650mm及質心高度550mm的汽車為例，當它以0.9個標準重力(G力)過彎時，會出現30%的負載轉移，也就是說，離彎心較遠的兩個輪胎會比之前增加60%的負載，近彎心的兩個輪胎則比之前減少60%的負載，而整體抓地力亦會下降約6%。雖然汽車的質心也會作出縱向及橫向移動，但不會超出30mm，即少於2%的的重量轉移，也意味著只有0.01%的抓地力損失。

### 負荷轉移產生的側翻
當橫向的負荷轉移發生，汽車會因為輪胎上的負荷轉移到車外側，導致車的內側的輪胎有升起的現象。假如轉移的負載達到車重的一半，便會開始側翻。